# (100899) 1998 KC6
(100899) 1998 KC6 es un asteroide perteneciente al cinturón de asteroides, región del sistema solar que se encuentra entre las órbitas de Marte y Júpiter, más concretamente a la familia de Herta, descubierto el 24 de mayo de 1998 por el equipo del Spacewatch desde el Observatorio Nacional de Kitt Peak, Arizona, Estados Unidos.

## Designación y nombre
Designado provisionalmente como 1998 KC6. 

## Características orbitales
1998 KC6 está situado a una distancia media del Sol de 2,405 ua, pudiendo alejarse hasta 2,859 ua y acercarse hasta 1,951 ua. Su excentricidad es 0,188 y la inclinación orbital 2,966 grados. Emplea 1362,55 días en completar una órbita alrededor del Sol.

## Características físicas
La magnitud absoluta de 1998 KC6 es 16,4. 